# Andrea Barzagli
Andrea Barzagli (Fiesole, 8 maggio 1981) è un ex calciatore italiano, di ruolo difensore, tecnico in seconda della nazionale under 21 italiana.
Nella sua carriera ha vinto un campionato di Bundesliga con il Wolfsburg (2008-09) e otto campionati consecutivi di Serie A con la Juventus (dal 2011-12 al 2018-19), club questo ultimo con cui ha conquistato anche un record di quattro Coppe Italia consecutive (dal 2014-15 al 2017-18) e quattro Supercoppe di Lega (2012, 2013, 2015 e 2018), disputando inoltre due finali di UEFA Champions League (2015 e 2017); nelle categorie minori vanta le vittorie di un campionato di Serie C1 (2001-02) e di una Supercoppa di Serie C (2002) con l'Ascoli oltreché un Campionato Nazionale Dilettanti (1998-99) con la Rondinella Impruneta.
Con la nazionale italiana è stato campione del mondo a Germania 2006, finalista all'europeo di Polonia-Ucraina 2012 e terzo classificato alla Confederations Cup di Brasile 2013; ha inoltre preso parte ai mondiali di Brasile 2014 e agli europei di Austria-Svizzera 2008 e Francia 2016. In ambito giovanile, con la nazionale olimpica è stato medaglia di bronzo ai Giochi di Atene 2004, con la nazionale under 21 si è laureato campione d'Europa a Germania 2004 e con la nazionale under 20 ha trionfato all'edizione 2001-2002 del Torneo Quattro Nazioni.
Considerato tra i migliori difensori della sua generazione, a livello individuale è stato inserito per quattro volte (2012, 2013, 2014 e 2016) nella squadra dell'anno AIC.

## Biografia
Nel 2013 si è sposato con la modella italiana Maddalena Nullo; la coppia ha due figli tra cui Mattia Niccolò, il quale segue le orme paterne.

## Caratteristiche tecniche
Era un difensore centrale completo, forte fisicamente – da cui il soprannome di Roccia, nato negli anni a Palermo e poi mantenuto per il resto della carriera –, veloce e abile nel costruire il gioco oltreché d'ineccepibile correttezza. Dotato di senso della posizione, duttilità e intelligenza tattica, sapeva disimpegnarsi sia in una linea difensiva a quattro sia a tre elementi; all'occorrenza poteva inoltre essere impiegato come terzino destro.
Assieme a Leonardo Bonucci e Giorgio Chiellini, nel corso degli anni 2010 compagni di squadra sia nella Juventus sia in nazionale, Barzagli ha formato un affiatato terzetto difensivo denominato «BBC» dalla stampa specializzata; la solidità del trio ha portato al paragone con la linea difensiva composta dai terzini Virginio Rosetta e Umberto Caligaris nonché dal centromediano Luis Monti, alla base dei successi di Juventus e nazionale negli anni 1930.

## Carriera

### Giocatore

#### Club

##### Rondinella Impruneta, Pistoiese e Ascoli

Un giovane Barzagli in azione per la Rondinella Impruneta nel 2001

Inizia a giocare a calcio nelle file della Cattolica Virtus, piccola società fiorentina, e poi nella Rondinella Impruneta con la quale esordisce nel 1998, a 17 anni, nel Campionato Nazionale Dilettanti ottenendo a fine stagione la promozione in Serie C2, cosa che gli permette di esordire tra i professionisti l'anno successivo.
Nel 2000 passa alla Pistoiese, in Serie B, dove arriva da centrocampista. Qui l'allenatore degli arancioni, Giuseppe Pillon, lo trasforma in difensore centrale, un ruolo che ricopre con eleganza e vigoria fisica. Tuttavia con la maglia orange disputa solo cinque partite in cadetteria prima di tornare a metà stagione alla Rondinella Impruneta, in C2.
L'anno seguente entra nella rosa dell'Ascoli, dove rimane per due stagioni: nella prima ottiene la promozione dalla Serie C1 alla Serie B. Frattanto nell'estate 2002 viene acquistato dal Piacenza, che contestualmente lo lascia in prestito nelle Marche per un'altra stagione; chiude l'esperienza nell'Ascoli con 46 presenze e 3 reti.

##### Chievo, Palermo e Wolfsburg
Passa quindi al Chievo, che lo acquista in comproprietà con il club piacentino: con la formazione clivense debutta in Serie A a 22 anni, il 31 agosto 2003 in Brescia-Chievo (1-1). In questo campionato colleziona 29 presenze, segnando 3 reti e un'autorete.
Nel luglio del 2004 il Palermo lo acquista per 2,5 milioni di euro. Il difensore diventa subito titolare e perno della squadra rosanero, che a fine stagione conquista la prima qualificazione in Coppa UEFA della sua storia grazie al sesto posto in campionato. Nei successivi quattro anni tra i siciliani, Barzagli colleziona 142 presenze e 3 reti in Serie A, mentre in Europa totalizza 15 presenze: alla chiusura della stagione 2007-08, risulta insieme a Franco Brienza il calciatore rosanero più presente nelle competizioni internazionali per club, con 15 apparizioni (i due saranno poi raggiunti da Mattia Cassani nell'annata 2010-11). Nella stagione 2007-08 diventa inoltre il capitano della squadra palermitana.
Nell'estate 2008 viene ceduto, per 11,9 milioni di euro, al club tedesco del Wolfsburg insieme al suo compagno di reparto a Palermo Cristian Zaccardo. A fine stagione vince la Bundesliga giocando tutti i 34 incontri del torneo senza essere mai sostituito. Il 15 settembre 2009 esordisce in Champions League in Wolfsburg-CSKA Mosca (3-1). Chiude la seconda stagione a Wolfsburg con 2 presenze in Champions e 3 in Europa League, e 24 presenze di campionato con 1 rete all'attivo. Rimane in Germania fino al gennaio 2011, collezionando 17 presenze in campionato in quest'ultimo scorcio.

##### Juventus

###### 2011-2014

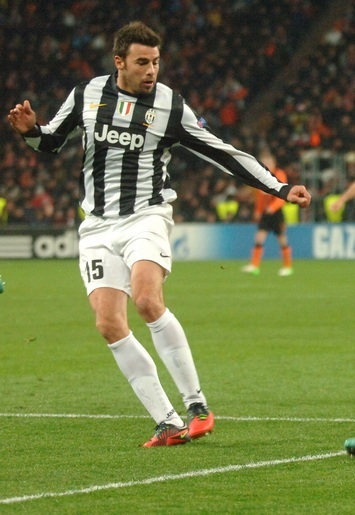
Barzagli in azione per la Juventus nel 2012

Il 27 gennaio 2011 la Juventus acquista il giocatore per una cifra pari a 300 000 euro (più eventuali bonus legati ai risultati sportivi). Esordisce con la maglia bianconera il successivo 2 febbraio, nella gara persa in trasferta contro la sua ex squadra del Palermo (2-1) e valida per la 23ª giornata del campionato di Serie A.
La stagione successiva si conferma come titolare inamovibile della difesa bianconera, la meno battuta del campionato con 20 reti subite in 38 incontri, vincendo lo scudetto con una giornata di anticipo; per lui si tratta del secondo titolo nazionale in carriera, dopo quello 2008-09 in Germania. Nell'ultima partita di campionato, giocata il 13 maggio 2012 allo Juventus Stadium e vinta contro l'Atalanta, segna la sua prima rete in maglia bianconera inusualmente su calcio di rigore, pochi minuti dopo esser subentrato all'infortunato Giorgio Chiellini, fissando il risultato sul 3-1: era l'unico fra i titolari bianconeri ancora senza reti all'attivo in stagione. La squadra torinese giunge inoltre in finale di Coppa Italia, perdendo a Roma contro il Napoli.

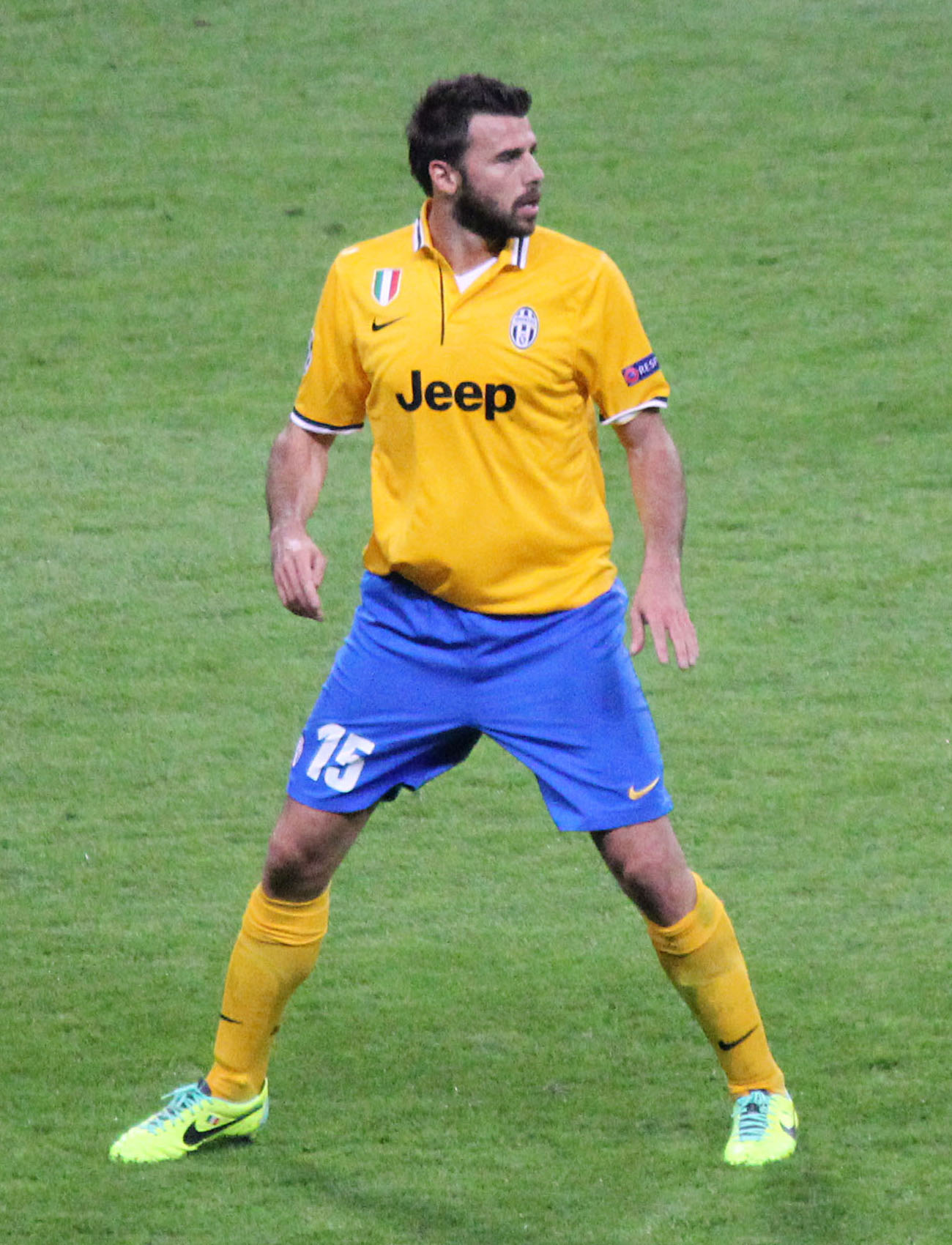
Barzagli in campo per la squadra torinese nel 2013

Al primo impegno della stagione 2012-13, l'11 agosto a Pechino, vince la sua prima Supercoppa di Lega dopo che la Juventus batte per 4-2 ai tempi supplementari il Napoli. Il 28 aprile 2013, nel derby della Mole vinto per 2-0 sul Torino, ottiene la 100ª presenza con la maglia bianconera.
Il 5 maggio seguente arriva con tre giornate di anticipo la conquista del secondo scudetto di fila, grazie al successo casalingo per 1-0 sul Palermo. Chiude la stagione come il bianconero con più presenze in assoluto, 48, alla pari con il compagno di reparto Leonardo Bonucci.
La stagione seguente si apre il 18 agosto 2013 con la vittoria della sua seconda Supercoppa di Lega, dopo che la Juventus batte per 4-0 la Lazio allo Stadio Olimpico di Roma. Il 4 maggio 2014 arriva la conquista del suo terzo scudetto consecutivo.

###### 2014-2019
Agli ordini di Massimiliano Allegri, successore di Antonio Conte sulla panchina bianconera, il 2 maggio 2015 Barzagli vince il suo quarto scudetto consecutivo, grazie al successo esterno per 1-0 sulla Sampdoria. Il 20 dello stesso mese vince la sua prima Coppa Italia, giocando la vittoriosa finale di Roma sulla Lazio risoltasi ai supplementari. Il successivo 6 giugno parte titolare nella finale di Champions League contro il Barcellona, che a Berlino vedrà prevalere i catalani per 3-1.
L'8 agosto vince la sua terza Supercoppa di Lega contro la Lazio. Nel 2016 continua a essere protagonista nella Juventus, infatti a fine stagione risulta uno dei giocatori più impiegati, vincendo il suo quinto scudetto consecutivo con la Vecchia Signora e aggiudicandosi la sua seconda Coppa Italia di fila, superando in finale il Milan. Frattanto il 6 marzo dello stesso anno, a Bergamo, era tornato al gol dopo quattro anni – in quella che rimarrà l'ultima rete della sua carriera –, sbloccando il risultato nella vittoria 2-0 sul campo dell'Atalanta.

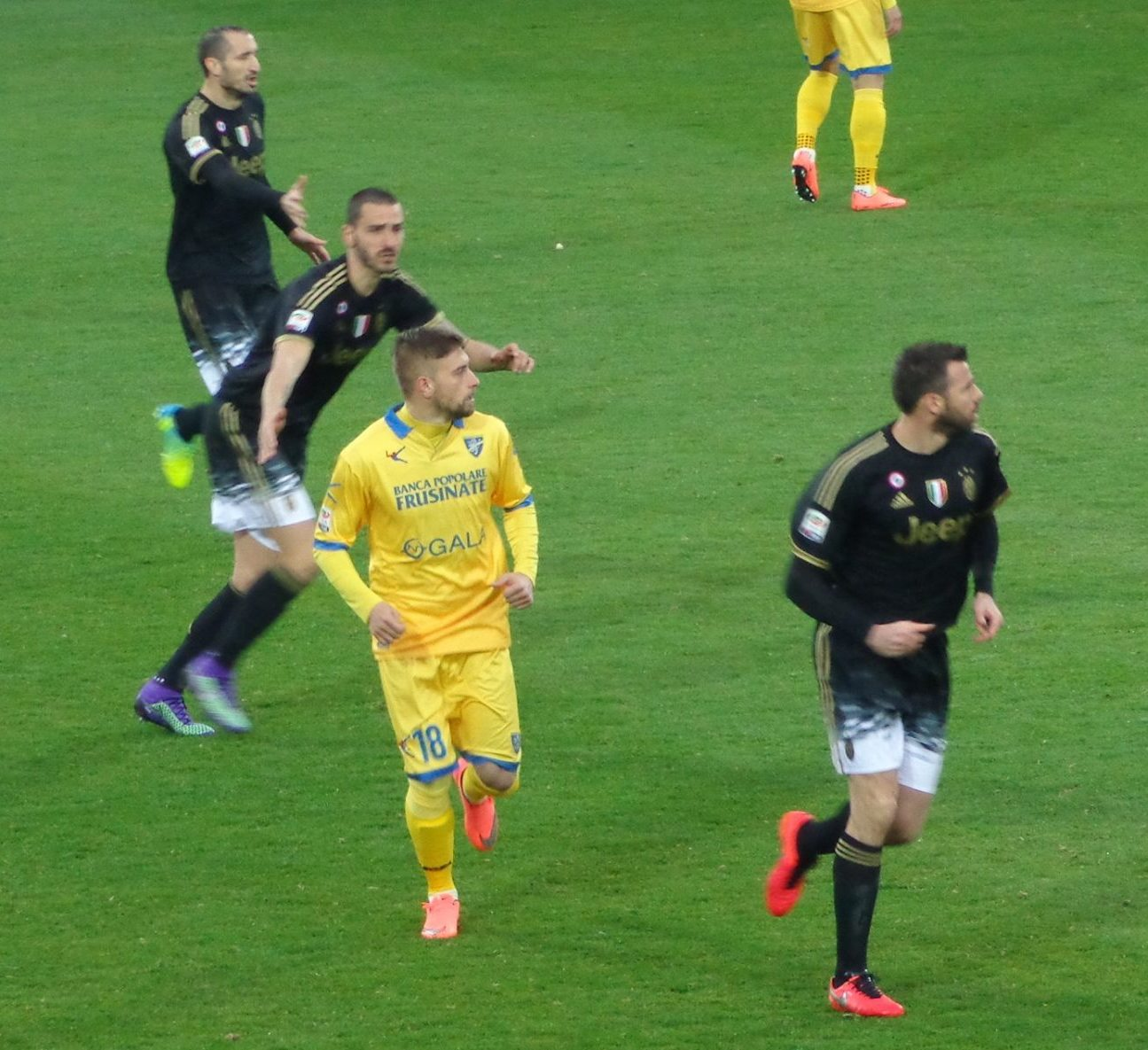
Da destra, in divisa nera: Barzagli, Bonucci e Chiellini, ovvero la linea difensiva «BBC» della Juventus pluriscudettata negli anni 2010, qui in azione nel 2016.

Il 17 maggio 2017 mette in bacheca la Coppa Italia, la terza consecutiva per la formazione torinese, in seguito alla vittoria nella finale di Roma sulla Lazio; quattro giorni dopo, con il successo 3-0 allo Stadium sul Crotone, arriva anche il sesto titolo italiano di fila e annesso terzo double nazionale consecutivo, che consente alla Juventus di battere dopo 82 anni il record della Juve del Quinquennio. Il 3 giugno a Cardiff gioca la sua seconda finale di Champions League con la maglia della Juventus, persa 1-4 contro il Real Madrid.
I successi si ripetono nell'annata 2017-18, in cui la Juventus fa suo il settimo scudetto consecutivo e annesso quarto double domestico di fila, quest'ultimo un primato nel calcio italiano. Sul piano personale il 20 settembre 2017, in occasione della vittoria interna di campionato contro la Fiorentina (1-0), il difensore – ormai riconosciuto come «leader silenzioso» dello spogliatoio bianconero – indossa per la prima volta la fascia di capitano dei torinesi, assurgendo ancora tra i protagonisti della squadra nonostante le 37 primavere e qualche acciacco di troppo che inizia a farsi sentire.
La stagione seguente, tuttavia, vede Barzagli costantemente frenato da sempre più frequenti infortuni che ne minano la continuità di rendimento e che, sommati all'inevitabile trascorrere degli anni, lo fanno scivolare definitivamente indietro nelle gerarchie difensive juventine; una situazione che lo porta, il 13 aprile 2019, ad annunciare il ritiro dall'attività agonistica al termine della stagione. Scende in campo per l'ultima volta il successivo 19 maggio, a 38 anni, nella gara interna contro l'Atalanta (1-1) valevole per la penultima giornata di campionato, nella quale la Juventus solleva per l'ottava volta consecutiva la Coppa Campioni d'Italia; insieme al compagno di squadra Chiellini, inoltre, è tra i due soli ottacampioni d'Italia nel vittorioso ciclo bianconero degli anni 2010.

#### Nazionale

##### Nazionali giovanili
Il primo trofeo con la maglia della nazionale arriva nel 2002, quando con l'Italia under 20 vince la prima edizione del Torneo Quattro Nazioni. L'anno successivo il commissario tecnico Claudio Gentile lo promuove nell'Italia under 21, con la quale nel 2004 gioca e vince da titolare gli europei di categoria. Nell'agosto dello stesso anno fa parte della nazionale olimpica, sempre guidata da Gentile, con la quale vince la medaglia di bronzo ai Giochi di Atene 2004.

##### Nazionale maggiore

Barzagli (a sinistra) all'esordio in nazionale maggiore, il 17 novembre 2004 a Messina contro la.

Il 17 novembre 2004, a 23 anni, esordisce in nazionale maggiore, sotto la guida di Marcello Lippi, nell'amichevole di Messina tra Italia e Finlandia (1-0), dimostrandosi uno dei migliori elementi di prospettiva.
Dopo essere entrato stabilmente nel giro azzurro, Barzagli ha preso parte al vittorioso campionato del mondo 2006 in Germania, dove ha esordito negli ottavi di finale vinti contro l'Australia (1-0), entrando in campo nella ripresa dopo l'espulsione di Marco Materazzi. Ha giocato invece da titolare l'intero incontro successivo, il quarto di finale vinto contro l'Ucraina (3-0), in sostituzione dello squalificato Materazzi.
Dopo la vittoria del mondiale, nel biennio seguente Barzagli gioca da titolare molte partite delle qualificazioni europee, e viene quindi convocato dal nuovo selezionatore Roberto Donadoni per la fase finale dell'europeo di Austria-Svizzera 2008. Gioca da titolare la sfida d'esordio del girone, la sconfitta per 0-3 contro i Paesi Bassi, non venendo poi più schierato; la manifestazione si conferma sfortunata per Barzagli quando, il 19 giugno, durante un allenamento si rompe il menisco interno del ginocchio sinistro, chiudendo lì il suo torneo; la nazionale viene eliminata ai quarti di finale, cadendo ai tiri di rigore contro la Spagna poi vincitrice dell'edizione.
Rimane fuori dal giro azzurro per i successivi tre anni, fino a quando, sul finire del 2011, viene convocato dal commissario tecnico Cesare Prandelli a seguito delle ottime prestazioni fornite nello stesso periodo con la Juventus. Inserito nella lista dei 23 convocati per la fase finale del campionato d'Europa 2012 in Polonia e Ucraina, rischia di saltare la competizione a causa di uno stiramento al polpaccio sinistro, salvo poi venir confermato dopo accertamenti medici. Ottiene 4 presenze nella manifestazione e disputa da titolare la finale di Kiev, persa dall'Italia per 4-0 contro la Spagna.

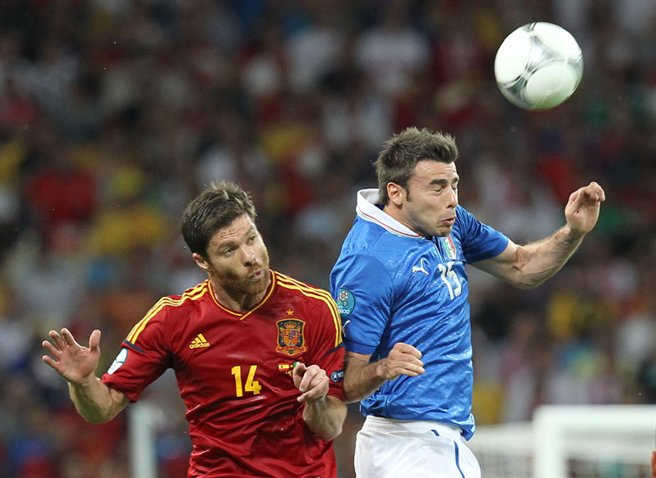
Barzagli (a destra) in maglia azzurra, in un contrasto con lo spagnolo Xabi Alonso durante la finale del.

Nel 2013 viene inserito da Prandelli nella rosa dei 23 convocati per la Confederations Cup in Brasile. In tale torneo gioca fino alla semifinale persa ai rigori contro la Spagna, mentre non scende in campo, per un infortunio al tendine, nella partita contro l'Uruguay che consente all'Italia di ottenere, ancora dal dischetto, il terzo posto nella manifestazione.
Ormai tra i punti fermi (assieme ai colleghi di reparto Buffon, Bonucci e Chiellini, e agli altri compagni di squadra Marchisio e Pirlo) della cosiddetta Ital-Juve di quegli anni, prende interamente parte alle tre partite disputate dall'Italia al campionato del mondo 2014 in Brasile, in cui gli azzurri non vanno oltre la fase a gironi. Confermato dal nuovo CT Antonio Conte, già suo tecnico alla Juventus, viene convocato anche per la fase finale del campionato d'Europa 2016 in Francia. Il cammino azzurro oltralpe si interrompe ai quarti di finale contro la Germania, che si impone 6-5 dopo i tiri di rigore, durante i quali lo stesso Barzagli segna il penalty di sua competenza.
Sebbene avesse annunciato, sul finire del 2015, l'intenzione di lasciare la nazionale al termine della succitata competizione continentale, nell'agosto 2016 torna sui propri passi proseguendo la carriera in maglia azzurra fino al 13 novembre 2017, quando all'età di 36 anni lascia definitivamente dopo 73 presenze, in seguito all'eliminazione dell'Italia ai play-off contro la Svezia e la consequente mancata qualificazione al campionato del mondo 2018.

### Dopo il ritiro

#### Calcio
Dopo avere conseguito nell'estate 2019 a Coverciano il patentino UEFA B come allenatore di base, il successivo 25 settembre torna alla Juventus, stavolta nei ranghi dello staff tecnico, in qualità di collaboratore dell'allenatore Maurizio Sarri; lascia l'incarico il 14 maggio 2020, adducendo ragioni familiari.
Nel settembre dello stesso anno inizia a frequentare a Coverciano il corso UEFA A, per poter allenare le prime squadre fino alla Serie C ed essere tecnico in seconda in Serie A e B. Il 2 agosto 2021 viene nominato assistente delle giovanili della nazionale maschile italiana, spaziando dall'under 15 all'under 20. Nell'ottobre del 2022 inizia il corso UEFA Pro, il massimo livello di formazione per un allenatore, concluso con l'abilitazione nel settembre 2023.
Nell'agosto 2023 entra inizialmente nello staff della nazionale A, come collaboratore del commissario tecnico Roberto Mancini. Tuttavia, nel corso dello stesso mese, con le improvvise dimissioni di Mancini, l'arrivo del nuovo selezionatore Luciano Spalletti e conseguente riorganizzazione dello staff, rimane escluso dai ranghi federali.
Nell'estate 2024 si accorda inizialmente con la Fiorentina per diventarne l'allenatore della squadra under 16; accordo tuttavia non formalizzato dalla società toscana nei giorni seguenti, ufficialmente perché alla ricerca di un profilo con maggiore esperienza in panchina, seppure gli addetti ai lavori individuano il dietrofront nelle forti pressioni ricevute da frange del tifo viola, ostili al passato juventino di Barzagli.
Il 17 luglio 2025 viene inserito nello staff di Silvio Baldini, neo commissario tecnico della nazionale under 21 italiana, con il ruolo di vice allenatore.

#### Fuori dal campo
Al di fuori dell'ambito calcistico, una volta appesi gli scarpini al chiodo investe nell'attività di viticoltore e imprenditore del vino, divenendo socio di un'azienda vitivinicola di Messina. Nel luglio del 2021 diventa opinionista sportivo per la piattaforma DAZN.

## Statistiche
Al 19 maggio 2019 Barzagli ha disputato, tra club, nazionale maggiore e nazionali giovanili, 789 partite.

### Presenze e reti nei club
Statistiche aggiornate al 19 maggio 2019.
| Stagione                    | Squadra                     | Campionato                  | Campionato | Campionato | Coppe nazionali | Coppe nazionali | Coppe nazionali | Coppe continentali | Coppe continentali | Coppe continentali | Altre coppe | Altre coppe | Altre coppe | Totale | Totale |
| Stagione                    | Squadra                     | Comp                        | Pres       | Reti       | Comp            | Pres            | Reti            | Comp               | Pres               | Reti               | Comp        | Pres        | Reti        | Pres   | Reti   |
| --------------------------- | --------------------------- | --------------------------- | ---------- | ---------- | --------------- | --------------- | --------------- | ------------------ | ------------------ | ------------------ | ----------- | ----------- | ----------- | ------ | ------ |
| 1998-1999                   | Rondinella Impruneta        | CND                         | 28         | 1          | CI-D            | 0               | 0               | -                  | -                  | -                  | -           | -           | -           | 28     | 1      |
| 1999-2000                   | Rondinella Impruneta        | C2                          | 23+2       | 2+1        | CI-C            | 2               | 0               | -                  | -                  | -                  | -           | -           | -           | 27     | 3      |
| 2000-gen. 2001              | Pistoiese                   | B                           | 5          | 0          | CI              | 0               | 0               | -                  | -                  | -                  | -           | -           | -           | 5      | 0      |
| gen.-giu. 2001              | Rondinella Impruneta        | C2                          | 13         | 1          | CI-C            | -               | -               | -                  | -                  | -                  | -           | -           | -           | 13     | 1      |
| Totale Rondinella Impruneta | Totale Rondinella Impruneta | Totale Rondinella Impruneta | 64+2       | 4+1        |                 | 2               | 0               |                    | -                  | -                  |             | -           | -           | 68     | 5      |
| 2001-2002                   | Ascoli                      | C1                          | 28         | 1          | CI-C            | 3               | 0               | -                  | -                  | -                  | SdL-C       | 0           | 0           | 31     | 1      |
| 2002-2003                   | Ascoli                      | B                           | 18         | 2          | CI              | 1               | 0               | -                  | -                  | -                  | -           | -           | -           | 19     | 2      |
| Totale Ascoli               | Totale Ascoli               | Totale Ascoli               | 46         | 3          |                 | 4               | 0               |                    | -                  | -                  |             | 0           | 0           | 50     | 3      |
| 2003-2004                   | Chievo                      | A                           | 29         | 3          | CI              | 1               | 0               | -                  | -                  | -                  | -           | -           | -           | 30     | 3      |
| 2004-2005                   | Palermo                     | A                           | 37         | 0          | CI              | 3               | 0               | -                  | -                  | -                  | -           | -           | -           | 40     | 0      |
| 2005-2006                   | Palermo                     | A                           | 35         | 2          | CI              | 4               | 0               | CU                 | 8                  | 0                  | -           | -           | -           | 47     | 2      |
| 2006-2007                   | Palermo                     | A                           | 36         | 1          | CI              | 1               | 0               | CU                 | 5                  | 0                  | -           | -           | -           | 42     | 1      |
| 2007-2008                   | Palermo                     | A                           | 34         | 0          | CI              | 0               | 0               | CU                 | 2                  | 0                  | -           | -           | -           | 36     | 0      |
| Totale Palermo              | Totale Palermo              | Totale Palermo              | 142        | 3          |                 | 8               | 0               |                    | 15                 | 0                  |             | -           | -           | 165    | 3      |
| 2008-2009                   | Wolfsburg                   | BL                          | 34         | 0          | CG              | 3               | 0               | CU                 | 8                  | 0                  | -           | -           | -           | 45     | 0      |
| 2009-2010                   | Wolfsburg                   | BL                          | 24         | 1          | CG              | 2               | 0               | UCL+UEL            | 2+3                | 0                  | -           | -           | -           | 31     | 1      |
| 2010-gen. 2011              | Wolfsburg                   | BL                          | 17         | 0          | CG              | 1               | 0               | -                  | -                  | -                  | -           | -           | -           | 18     | 0      |
| Totale Wolfsburg            | Totale Wolfsburg            | Totale Wolfsburg            | 75         | 1          |                 | 6               | 0               |                    | 13                 | 0                  |             | -           | -           | 94     | 1      |
| gen.-giu. 2011              | Juventus                    | A                           | 15         | 0          | CI              | 0               | 0               | UEL                | -                  | -                  | -           | -           | -           | 15     | 0      |
| 2011-2012                   | Juventus                    | A                           | 35         | 1          | CI              | 4               | 0               | -                  | -                  | -                  | -           | -           | -           | 39     | 1      |
| 2012-2013                   | Juventus                    | A                           | 34         | 0          | CI              | 4               | 0               | UCL                | 9                  | 0                  | SI          | 1           | 0           | 48     | 0      |
| 2013-2014                   | Juventus                    | A                           | 26         | 0          | CI              | 1               | 0               | UCL+UEL            | 4+1                | 0                  | SI          | 1           | 0           | 33     | 0      |
| 2014-2015                   | Juventus                    | A                           | 10         | 0          | CI              | 1               | 0               | UCL                | 6                  | 0                  | SI          | 0           | 0           | 17     | 0      |
| 2015-2016                   | Juventus                    | A                           | 31         | 1          | CI              | 2               | 0               | UCL                | 8                  | 0                  | SI          | 1           | 0           | 42     | 1      |
| 2016-2017                   | Juventus                    | A                           | 23         | 0          | CI              | 5               | 0               | UCL                | 11                 | 0                  | SI          | 0           | 0           | 39     | 0      |
| 2017-2018                   | Juventus                    | A                           | 25         | 0          | CI              | 4               | 0               | UCL                | 8                  | 0                  | SI          | 1           | 0           | 38     | 0      |
| 2018-2019                   | Juventus                    | A                           | 7          | 0          | CI              | 0               | 0               | UCL                | 3                  | 0                  | SI          | 0           | 0           | 10     | 0      |
| Totale Juventus             | Totale Juventus             | Totale Juventus             | 206        | 2          |                 | 21              | 0               |                    | 50                 | 0                  |             | 4           | 0           | 281    | 2      |
| Totale carriera             | Totale carriera             | Totale carriera             | 569        | 17         |                 | 42              | 0               |                    | 78                 | 0                  |             | 4           | 0           | 693    | 17     |

### Cronologia presenze e reti in nazionale
| Cronologia completa delle presenze e delle reti in nazionale ― Italia | Cronologia completa delle presenze e delle reti in nazionale ― Italia | Cronologia completa delle presenze e delle reti in nazionale ― Italia | Cronologia completa delle presenze e delle reti in nazionale ― Italia | Cronologia completa delle presenze e delle reti in nazionale ― Italia | Cronologia completa delle presenze e delle reti in nazionale ― Italia | Cronologia completa delle presenze e delle reti in nazionale ― Italia | Cronologia completa delle presenze e delle reti in nazionale ― Italia |
| Data                                                                  | Città                                                                 | In casa                                                               | Risultato                                                             | Ospiti                                                                | Competizione                                                          | Reti                                                                  | Note                                                                  |
| --------------------------------------------------------------------- | --------------------------------------------------------------------- | --------------------------------------------------------------------- | --------------------------------------------------------------------- | --------------------------------------------------------------------- | --------------------------------------------------------------------- | --------------------------------------------------------------------- | --------------------------------------------------------------------- |
| 17-11-2004                                                            | Messina                                                               | Italia                                                                | 1 – 0                                                                 | Finlandia                                                             | Amichevole                                                            | -                                                                     |                                                                       |
| 30-3-2005                                                             | Padova                                                                | Italia                                                                | 0 – 0                                                                 | Islanda                                                               | Amichevole                                                            | -                                                                     |                                                                       |
| 8-6-2005                                                              | Toronto                                                               | Italia                                                                | 1 – 1                                                                 | Serbia e Montenegro                                                   | Amichevole                                                            | -                                                                     |                                                                       |
| 11-6-2005                                                             | New York                                                              | Italia                                                                | 1 – 1                                                                 | Ecuador                                                               | Amichevole                                                            | -                                                                     |                                                                       |
| 17-8-2005                                                             | Dublino                                                               | Irlanda                                                               | 1 – 2                                                                 | Italia                                                                | Amichevole                                                            | -                                                                     | 63’                                                                   |
| 7-9-2005                                                              | Minsk                                                                 | Bielorussia                                                           | 1 – 4                                                                 | Italia                                                                | Qual. Mondiali 2006                                                   | -                                                                     | 83’                                                                   |
| 16-11-2005                                                            | Ginevra                                                               | Italia                                                                | 1 – 1                                                                 | Costa d'Avorio                                                        | Amichevole                                                            | -                                                                     |                                                                       |
| 2-6-2006                                                              | Losanna                                                               | Italia                                                                | 0 – 0                                                                 | Ucraina                                                               | Amichevole                                                            | -                                                                     | 61’                                                                   |
| 26-6-2006                                                             | Kaiserslautern                                                        | Italia                                                                | 1 – 0                                                                 | Australia                                                             | Mondiali 2006 - Ottavi di finale                                      | -                                                                     | 56’                                                                   |
| 30-6-2006                                                             | Amburgo                                                               | Italia                                                                | 3 – 0                                                                 | Ucraina                                                               | Mondiali 2006 - Quarti di finale                                      | -                                                                     |                                                                       |
| 2-9-2006                                                              | Napoli                                                                | Italia                                                                | 1 – 1                                                                 | Lituania                                                              | Qual. Euro 2008                                                       | -                                                                     |                                                                       |
| 6-9-2006                                                              | Saint-Denis                                                           | Francia                                                               | 3 – 1                                                                 | Italia                                                                | Qual. Euro 2008                                                       | -                                                                     |                                                                       |
| 15-11-2006                                                            | Bergamo                                                               | Italia                                                                | 1 – 1                                                                 | Turchia                                                               | Amichevole                                                            | -                                                                     | 46’                                                                   |
| 2-6-2007                                                              | Tórshavn                                                              | Fær Øer                                                               | 1 – 2                                                                 | Italia                                                                | Qual. Euro 2008                                                       | -                                                                     | 66’                                                                   |
| 22-8-2007                                                             | Budapest                                                              | Ungheria                                                              | 3 – 1                                                                 | Italia                                                                | Amichevole                                                            | -                                                                     | 46’                                                                   |
| 8-9-2007                                                              | Milano                                                                | Italia                                                                | 0 – 0                                                                 | Francia                                                               | Qual. Euro 2008                                                       | -                                                                     |                                                                       |
| 12-9-2007                                                             | Kiev                                                                  | Ucraina                                                               | 1 – 2                                                                 | Italia                                                                | Qual. Euro 2008                                                       | -                                                                     |                                                                       |
| 13-10-2007                                                            | Genova                                                                | Italia                                                                | 2 – 0                                                                 | Georgia                                                               | Qual. Euro 2008                                                       | -                                                                     |                                                                       |
| 17-11-2007                                                            | Glasgow                                                               | Scozia                                                                | 1 – 2                                                                 | Italia                                                                | Qual. Euro 2008                                                       | -                                                                     |                                                                       |
| 6-2-2008                                                              | Zurigo                                                                | Italia                                                                | 3 – 1                                                                 | Portogallo                                                            | Amichevole                                                            | -                                                                     | 53’                                                                   |
| 26-3-2008                                                             | Elche                                                                 | Spagna                                                                | 1 – 0                                                                 | Italia                                                                | Amichevole                                                            | -                                                                     | 46’                                                                   |
| 30-5-2008                                                             | Firenze                                                               | Italia                                                                | 3 – 1                                                                 | Belgio                                                                | Amichevole                                                            | -                                                                     |                                                                       |
| 9-6-2008                                                              | Berna                                                                 | Paesi Bassi                                                           | 3 – 0                                                                 | Italia                                                                | Euro 2008 - 1º turno                                                  | -                                                                     |                                                                       |
| 20-8-2008                                                             | Nizza                                                                 | Italia                                                                | 2 – 2                                                                 | Austria                                                               | Amichevole                                                            | -                                                                     |                                                                       |
| 6-9-2008                                                              | Larnaca                                                               | Cipro                                                                 | 1 – 2                                                                 | Italia                                                                | Qual. Mondiali 2010                                                   | -                                                                     | 4’                                                                    |
| 7-10-2011                                                             | Belgrado                                                              | Serbia                                                                | 1 – 1                                                                 | Italia                                                                | Qual. Euro 2012                                                       | -                                                                     |                                                                       |
| 11-10-2011                                                            | Pescara                                                               | Italia                                                                | 3 – 0                                                                 | Irlanda del Nord                                                      | Qual. Euro 2012                                                       | -                                                                     |                                                                       |
| 29-2-2012                                                             | Genova                                                                | Italia                                                                | 0 – 1                                                                 | Stati Uniti                                                           | Amichevole                                                            | -                                                                     |                                                                       |
| 1-6-2012                                                              | Zurigo                                                                | Italia                                                                | 0 – 3                                                                 | Russia                                                                | Amichevole                                                            | -                                                                     |                                                                       |
| 18-6-2012                                                             | Poznań                                                                | Italia                                                                | 2 – 0                                                                 | Irlanda                                                               | Euro 2012 - 1º turno                                                  | -                                                                     |                                                                       |
| 24-6-2012                                                             | Kiev                                                                  | Inghilterra                                                           | 0 – 0 dts (2 - 4 dtr)                                                 | Italia                                                                | Euro 2012 - Quarti di finale                                          | -                                                                     | 82’                                                                   |
| 28-6-2012                                                             | Varsavia                                                              | Germania                                                              | 1 – 2                                                                 | Italia                                                                | Euro 2012 - Semifinale                                                | -                                                                     |                                                                       |
| 1-7-2012                                                              | Kiev                                                                  | Spagna                                                                | 4 – 0                                                                 | Italia                                                                | Euro 2012 - Finale                                                    | -                                                                     | 45’                                                                   |
| 7-9-2012                                                              | Sofia                                                                 | Bulgaria                                                              | 2 – 2                                                                 | Italia                                                                | Qual. Mondiali 2014                                                   | -                                                                     |                                                                       |
| 11-9-2012                                                             | Modena                                                                | Italia                                                                | 2 – 0                                                                 | Malta                                                                 | Qual. Mondiali 2014                                                   | -                                                                     |                                                                       |
| 12-10-2012                                                            | Erevan                                                                | Armenia                                                               | 1 – 3                                                                 | Italia                                                                | Qual. Mondiali 2014                                                   | -                                                                     |                                                                       |
| 16-10-2012                                                            | Milano                                                                | Italia                                                                | 3 – 1                                                                 | Danimarca                                                             | Qual. Mondiali 2014                                                   | -                                                                     |                                                                       |
| 14-11-2012                                                            | Parma                                                                 | Italia                                                                | 1 – 2                                                                 | Francia                                                               | Amichevole                                                            | -                                                                     | 46’                                                                   |
| 6-2-2013                                                              | Amsterdam                                                             | Paesi Bassi                                                           | 1 – 1                                                                 | Italia                                                                | Amichevole                                                            | -                                                                     | 74’                                                                   |
| 21-3-2013                                                             | Ginevra                                                               | Italia                                                                | 2 – 2                                                                 | Brasile                                                               | Amichevole                                                            | -                                                                     |                                                                       |
| 26-3-2013                                                             | Ta' Qali                                                              | Malta                                                                 | 0 – 2                                                                 | Italia                                                                | Qual. Mondiali 2014                                                   | -                                                                     |                                                                       |
| 7-6-2013                                                              | Praga                                                                 | Rep. Ceca                                                             | 0 – 0                                                                 | Italia                                                                | Qual. Mondiali 2014                                                   | -                                                                     |                                                                       |
| 16-6-2013                                                             | Rio de Janeiro                                                        | Messico                                                               | 1 – 2                                                                 | Italia                                                                | Conf. Cup 2013 - 1º turno                                             | -                                                                     | 33’                                                                   |
| 19-6-2013                                                             | Recife                                                                | Italia                                                                | 4 – 3                                                                 | Giappone                                                              | Conf. Cup 2013 - 1º turno                                             | -                                                                     |                                                                       |
| 27-6-2013                                                             | Fortaleza                                                             | Spagna                                                                | 0 – 0 dts (7 - 6 dtr)                                                 | Italia                                                                | Conf. Cup 2013 - Semifinale                                           | -                                                                     | 46’                                                                   |
| 15-11-2013                                                            | Milano                                                                | Italia                                                                | 1 – 1                                                                 | Germania                                                              | Amichevole                                                            | -                                                                     | 71’                                                                   |
| 5-3-2014                                                              | Madrid                                                                | Spagna                                                                | 1 – 0                                                                 | Italia                                                                | Amichevole                                                            | -                                                                     |                                                                       |
| 14-6-2014                                                             | Manaus                                                                | Inghilterra                                                           | 1 – 2                                                                 | Italia                                                                | Mondiali 2014 - 1º turno                                              | -                                                                     |                                                                       |
| 20-6-2014                                                             | Recife                                                                | Italia                                                                | 0 – 1                                                                 | Costa Rica                                                            | Mondiali 2014 - 1º turno                                              | -                                                                     |                                                                       |
| 24-6-2014                                                             | Natal                                                                 | Italia                                                                | 0 – 1                                                                 | Uruguay                                                               | Mondiali 2014 - 1º turno                                              | -                                                                     |                                                                       |
| 28-3-2015                                                             | Sofia                                                                 | Bulgaria                                                              | 2 – 2                                                                 | Italia                                                                | Qual. Euro 2016                                                       | -                                                                     |                                                                       |
| 13-10-2015                                                            | Roma                                                                  | Italia                                                                | 2 – 1                                                                 | Norvegia                                                              | Qual. Euro 2016                                                       | -                                                                     | 72’                                                                   |
| 13-11-2015                                                            | Bruxelles                                                             | Belgio                                                                | 3 – 1                                                                 | Italia                                                                | Amichevole                                                            | -                                                                     | 90+2’                                                                 |
| 17-11-2015                                                            | Bologna                                                               | Italia                                                                | 2 – 2                                                                 | Romania                                                               | Amichevole                                                            | -                                                                     |                                                                       |
| 29-5-2016                                                             | Ta' Qali                                                              | Italia                                                                | 1 – 0                                                                 | Scozia                                                                | Amichevole                                                            | -                                                                     |                                                                       |
| 6-6-2016                                                              | Verona                                                                | Italia                                                                | 2 – 0                                                                 | Finlandia                                                             | Amichevole                                                            | -                                                                     |                                                                       |
| 13-6-2016                                                             | Lione                                                                 | Belgio                                                                | 0 – 2                                                                 | Italia                                                                | Euro 2016 - 1º turno                                                  | -                                                                     |                                                                       |
| 17-6-2016                                                             | Tolosa                                                                | Italia                                                                | 1 – 0                                                                 | Svezia                                                                | Euro 2016 - 1º turno                                                  | -                                                                     |                                                                       |
| 22-6-2016                                                             | Lilla                                                                 | Italia                                                                | 0 – 1                                                                 | Irlanda                                                               | Euro 2016 - 1º turno                                                  | -                                                                     | 78’                                                                   |
| 27-6-2016                                                             | Saint-Denis                                                           | Italia                                                                | 2 – 0                                                                 | Spagna                                                                | Euro 2016 - Ottavi di finale                                          | -                                                                     |                                                                       |
| 2-7-2016                                                              | Bordeaux                                                              | Germania                                                              | 1 – 1 dts (6 - 5 dtr)                                                 | Italia                                                                | Euro 2016 - Quarti di finale                                          | -                                                                     |                                                                       |
| 1-9-2016                                                              | Bari                                                                  | Italia                                                                | 1 – 3                                                                 | Francia                                                               | Amichevole                                                            | -                                                                     | 46’                                                                   |
| 5-9-2016                                                              | Haifa                                                                 | Israele                                                               | 1 – 3                                                                 | Italia                                                                | Qual. Mondiali 2018                                                   | -                                                                     |                                                                       |
| 6-10-2016                                                             | Torino                                                                | Italia                                                                | 1 – 1                                                                 | Spagna                                                                | Qual. Mondiali 2018                                                   | -                                                                     |                                                                       |
| 9-10-2016                                                             | Skopje                                                                | Macedonia                                                             | 2 – 3                                                                 | Italia                                                                | Qual. Mondiali 2018                                                   | -                                                                     |                                                                       |
| 24-3-2017                                                             | Palermo                                                               | Italia                                                                | 2 – 0                                                                 | Albania                                                               | Qual. Mondiali 2018                                                   | -                                                                     |                                                                       |
| 7-6-2017                                                              | Nizza                                                                 | Italia                                                                | 3 – 0                                                                 | Uruguay                                                               | Amichevole                                                            | -                                                                     | 78’                                                                   |
| 11-6-2017                                                             | Udine                                                                 | Italia                                                                | 5 – 0                                                                 | Liechtenstein                                                         | Qual. Mondiali 2018                                                   | -                                                                     |                                                                       |
| 2-9-2017                                                              | Madrid                                                                | Spagna                                                                | 3 – 0                                                                 | Italia                                                                | Qual. Mondiali 2018                                                   | -                                                                     |                                                                       |
| 5-9-2017                                                              | Reggio Emilia                                                         | Italia                                                                | 1 – 0                                                                 | Israele                                                               | Qual. Mondiali 2018                                                   | -                                                                     |                                                                       |
| 6-10-2017                                                             | Torino                                                                | Italia                                                                | 1 – 1                                                                 | Macedonia                                                             | Qual. Mondiali 2018                                                   | -                                                                     | 46’                                                                   |
| 10-11-2017                                                            | Solna                                                                 | Svezia                                                                | 1 – 0                                                                 | Italia                                                                | Qual. Mondiali 2018                                                   | -                                                                     |                                                                       |
| 13-11-2017                                                            | Milano                                                                | Italia                                                                | 0 – 0                                                                 | Svezia                                                                | Qual. Mondiali 2018                                                   | -                                                                     | 22’                                                                   |
| Totale                                                                |                                                                       | Presenze (19º posto)                                                  | 73                                                                    |                                                                       | Reti                                                                  | 0                                                                     |                                                                       |

## Palmarès

### Club
- Campionato Nazionale Dilettanti: 1

Rondinella Impruneta: 1998-1999 (girone E)
- Campionato italiano Serie C1: 1

Ascoli: 2001-2002 (girone B)
- Supercoppa di Lega Serie C: 1

Ascoli: 2002
- Campionato tedesco: 1

Wolfsburg: 2008-2009
- Campionato italiano: 8

Juventus: 2011-2012, 2012-2013, 2013-2014, 2014-2015, 2015-2016, 2016-2017, 2017-2018, 2018-2019
- Supercoppa italiana: 4

Juventus: 2012, 2013, 2015, 2018
- Coppa Italia: 4

Juventus: 2014-2015, 2015-2016, 2016-2017, 2017-2018

### Nazionale
- Torneo Quattro Nazioni Under-20: 1

2001-2002
- Campionato d'Europa Under-21: 1

Germania 2004
- Bronzo olimpico: 1

Atene 2004
- Campionato mondiale: 1

Germania 2006

### Individuale
- Gran Galà del calcio AIC: 4

Squadra dell'anno: 2012, 2013, 2014, 2016
- Premio Nazionale Carriera Esemplare "Gaetano Scirea": 1

2017